# الکساندرا خیمنس
الکساندرا خیمِـنِـس (اسپانیایی: Alexandra Jiménez‎؛ زادهٔ ۴ ژانویهٔ ۱۹۸۰) بازیگر، طنزنویس و مجری تلویزیون اهل اسپانیا است.

## گزیدهٔ فیلم‌شناسی

### سینما
- داستان‌های ناگفتنی (۲۰۲۲)
- کیکی، عشق‌بازی (۲۰۱۶)
- ۱۰۰ متر (۲۰۱۶)
- زمان جاسوسی (۲۰۱۵)
- فارغ‌التحصیلی روح (۲۰۱۲)
- فیلم اسپانیایی (۲۰۰۹)
- پیشنهاد سرآشپز (۲۰۰۸)

### تلویزیون
- بی‌گناه (۲۰۲۱)
- خانواده سرانو (۲۰۰۸–۲۰۰۴)